# Tutti Frutti (groupe brésilien)
Pour les articles homonymes, voir Tutti Frutti (groupe).
Tutti Frutti est un groupe de rock brésilien, originaire de São Paulo. Il est formé au début des années 1970 par des musiciens du quartier de Pompeia, et dirigé par le guitariste Luis Sérgio Carlini. Entre 1973 et 1978 le groupe accompagne la chanteuse Rita Lee dans ses spectacles. Rita avait quittée Os Mutantes l'année précédente. Avec elle, ils deviennent l'un des grands noms du rock brésilien dans les années 1970, et comptent plusieurs chansons à succès national, tels que Agora só falta você, Esse tal de Roque Enrow, Ovelha negra, Corista de rock, Miss Brasil 2000 et Jardins da Babilônia. Le groupe continuera sa carrière avec un nouveau chanteur, mais mettra fin à ses activités en 1981. Ils reviennent en 2007 avec une nouvelle formation et ne jouent qu'occasionnellement depuis.

## Biographie

### Débuts
Tout commence en 1971, dans le quartier de Pompeia, dans la ville de São Paulo. Trois amis d'origine italienne, le guitariste Luis Sérgio Carlini, le bassiste Lee Marcucci et le batteur Emilson Colantonio forment un groupe de rock appelé Coqueiro Verde. L'année suivante, après quelques concerts dans des petits clubs et, aussi en raison de l'influence des drogues psychédéliques qui étaient en vogue à l'époque (comme l'acide lysergique), la bande change son nom en Lisergia. Jouant la nuit à São Paulo aux côtés du guitariste à notoriété locale Carlini, ils sont remarqués par Rita Lee.
Rita est ancien membre du groupe Os Mutantes, qu'elle a quitté en octobre 1972, pour former un duo féminin avec Lúcia Turnbull, le Cilibrinas do Éden, dont la première représentation s'effectuera le premier jour du festival Phono 73. Par chance, sa présentation a eu lieu juste avant la présentation de Os Mutantes. Avec l'accueil froid du public pour son projet acoustique, Rita Lee décide qu'elle avait besoin d'un groupe de rock pour les accompagner. Elle découvre alors ce groupe, et l'invite à devenir un back band pour elle.

### Rita Lee et Tutti Frutti
Bien qu'attirée par le groupe, Rita n'apprécie pas son nom. La recherche d'un nouveau nom pour le groupe prend fin lorsque Rita, et sa manager Mônica Lisboa, montent un spectacle qui devait se produire au Théâtre Ruth Escobar, à São Paulo, du 15 août au 16 septembre 1973, pour leur nouvelle collaboration. Le nom du spectacle était « Tutti Frutti » à cause de tout un attirail utilisé pendant le spectacle: diapositives de projection, Super 8, lumières colorées, etc. L'idée initiale était de sortir un album live comprenant ces représentations, mais PolyGram, le label de Rita Lee, s'oppose à l'idée.
Avec le départ de Turnbull l'année suivante, le remplacement de Colantonio à la batterie par Franklin Paolillo, l'arrivée de Paulo Mauricio aux claviers, et le changement du label de Rita à celui de Som Livre, le groupe enregistre quelques-uns de ses plus grands succès tels que Bandido corazón, Mamãe natureza, Miss Brasil 2000, Agora só falta você, Esse tal de Roque Enrow et Ovelha negra, extrait de l'album Fruto proibido, un album considéré comme le chef-d'œuvre de Rita - et considéré par Rolling Stone Brasil comme le 16e meilleur disque brésilien de tous les temps tous genres confondus.
En 1975, Rita Lee et Tutti Frutti réalisent un concert dans le Hollywood Rock. Le documentaire Ritmo alucinante, de la même année, contient l'enregistrement de ce concert.

### Tutti Frutti
En 1978, Roberto de Carvalho rejoint le groupe en tant que claviériste. En parallèle, Carlini décide de quitter le groupe, mécontent de son second rôle - étant auteur de plusieurs chansons avec Rita - et emporte avec lui le nom, qu'il a déposé en 1973. Il forme ensuite un nouveau groupe homonyme, avec le chanteur Simbas, ancien membre de Casa das Máquinas, le bassiste Walter Balot et le batteur Juba Gurgel, tandis que son partenaire et cofondateur du premier Tutti Frutti, Lee Marcucci, continue avec Rita. Le nouveau groupe continue avec des concerts et un nouvel album distribué par le label Capitol. La sortie de l'album est retardée à cause d'un morceau censuré (que le groupe voulait être inclus de toute façon) et il n'a pas réussi. Le groupe se sépare au début des années 1980.
En 1981, divers ex-membres du groupe se sont réunis pour former un nouveau groupe de rock nommé Rádio Táxi, qui a ensuite lancé une série de chansons à succès au début des années 80.
En 1997, ils reviennent sur scène pendant dix ans avec la chanteuse Helena Theodorellos, le bassiste Mr. Ruffino, le batteur Franklin Paolillo, et Ronaldo Bebeuz aux claviers. Cette formation trouve le succès dans les nuits de São Paulo et plusieurs tournées à travers le pays, mais se termine en 2006 avec le départ de Helena Theodorellos. Actuellement, le groupe est toujours actif aux côtés du chanteur Sol Ribeiro. Auparavant, Carlini faisait de petits concerts et enregistrements avec d'anciens membres de Tutti Frutti, comme Marcucci et Franklin Paolillo.

## Membres
- Luis Sérgio Carlini - guitare, chant
- Roy Carlini - guitare
- Mr. Ruffino - basse
- Johnny Boy - claviers
- Sol Ribeiro - chant
- Rubens Nardo - chant
- Gilberto Nardo - chant
- Franklin Paolillo - batterie

## Discographie

### Rita Lee e Tutti Frutti
Albums studio
- 1974 : Atrás do porto tem uma cidade
- 1975 : Fruto proibido
- 1976 : Entradas e bandeiras
- 1978 : Babilônia

Albums live
- 1975 : Hollywood Rock
- 1977 : Refestança (avec Gilberto Gil)

### Tutti Frutti
- 1980 : Você sabe qual o melhor remédio (album studio)
- 1980 : Tibet (album homonyme ; participation)